# Lista över countyn i Missouri

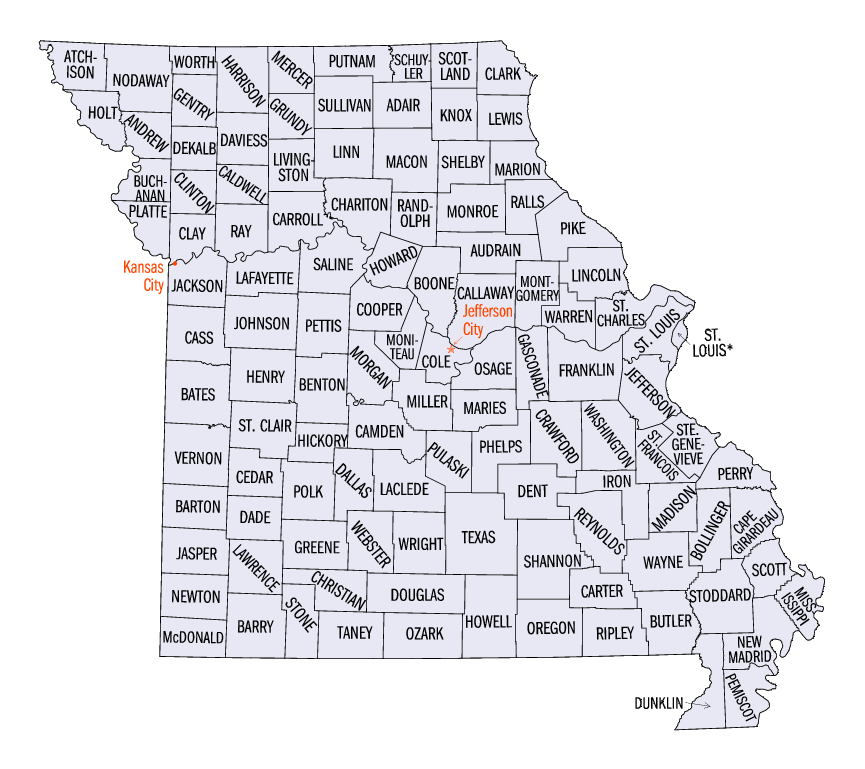
Missouris countyn.

Detta är en lista över de 115 countyn som finns i delstaten Missouri i USA.  Staden Saint Louis ingår inte i något county, utan är ett självständigt administrativt område.
| County                  | Huvudort (county seat) |
| ----------------------- | ---------------------- |
| Adair County            | Kirksville             |
| Andrew County           | Savannah               |
| Atchison County         | Rock Port              |
| Audrain County          | Mexico                 |
| Barry County            | Cassville              |
| Barton County           | Lamar                  |
| Bates County            | Butler                 |
| Benton County           | Warsaw                 |
| Bollinger County        | Marble Hill            |
| Boone County            | Columbia               |
| Buchanan County         | Saint Joseph           |
| Butler County           | Poplar Bluff           |
| Caldwell County         | Kingston               |
| Callaway County         | Fulton                 |
| Camden County           | Camdenton              |
| Cape Girardeau County   | Jackson                |
| Carroll County          | Carrollton             |
| Carter County           | Van Buren              |
| Cass County             | Harrisonville          |
| Cedar County            | Stockton               |
| Chariton County         | Keytesville            |
| Christian County        | Ozark                  |
| Clark County            | Kahoka                 |
| Clay County             | Liberty                |
| Clinton County          | Plattsburg             |
| Cole County             | Jefferson City         |
| Cooper County           | Boonville              |
| Crawford County         | Steelville             |
| Dade County             | Greenfield             |
| Dallas County           | Buffalo                |
| Daviess County          | Gallatin               |
| DeKalb County           | Maysville              |
| Dent County             | Salem                  |
| Douglas County          | Ava                    |
| Dunklin County          | Kennett                |
| Franklin County         | Union                  |
| Gasconade County        | Hermann                |
| Gentry County           | Albany                 |
| Greene County           | Springfield            |
| Grundy County           | Trenton                |
| Harrison County         | Bethany                |
| Henry County            | Clinton                |
| Hickory County          | Hermitage              |
| Holt County             | Oregon                 |
| Howard County           | Fayette                |
| Howell County           | West Plains            |
| Iron County             | Ironton                |
| Jackson County          | Independence           |
| Jasper County           | Carthage               |
| Jefferson County        | Hillsboro              |
| Johnson County          | Warrensburg            |
| Knox County             | Edina                  |
| Laclede County          | Lebanon                |
| Lafayette County        | Lexington              |
| Lawrence County         | Mount Vernon           |
| Lewis County            | Monticello             |
| Lincoln County          | Troy                   |
| Linn County             | Linneus                |
| Livingston County       | Chillicothe            |
| McDonald County         | Pineville              |
| Macon County            | Macon                  |
| Madison County          | Fredericktown          |
| Maries County           | Vienna                 |
| Marion County           | Palmyra                |
| Mercer County           | Princeton              |
| Miller County           | Tuscumbia              |
| Mississippi County      | Charleston             |
| Moniteau County         | California             |
| Monroe County           | Paris                  |
| Montgomery County       | Montgomery City        |
| Morgan County           | Versailles             |
| New Madrid County       | New Madrid             |
| Newton County           | Neosho                 |
| Nodaway County          | Maryville              |
| Oregon County           | Alton                  |
| Osage County            | Linn                   |
| Ozark County            | Gainesville            |
| Pemiscot County         | Caruthersville         |
| Perry County            | Perryville             |
| Pettis County           | Sedalia                |
| Phelps County           | Rolla                  |
| Pike County             | Bowling Green          |
| Platte County           | Platte City            |
| Polk County             | Bolivar                |
| Pulaski County          | Waynesville            |
| Putnam County           | Unionville             |
| Ralls County            | New London             |
| Randolph County         | Huntsville             |
| Ray County              | Richmond               |
| Reynolds County         | Centerville            |
| Ripley County           | Doniphan               |
| Saint Charles County    | Saint Charles          |
| St. Clair County        | Osceola                |
| Saint Francois County   | Farmington             |
| Sainte Genevieve County | Sainte Genevieve       |
| St. Louis County        | Clayton                |
| Saline County           | Marshall               |
| Schuyler County         | Lancaster              |
| Scotland County         | Memphis                |
| Scott County            | Benton                 |
| Shannon County          | Eminence               |
| Shelby County           | Shelbyville            |
| Stoddard County         | Bloomfield             |
| Stone County            | Galena                 |
| Sullivan County         | Milan                  |
| Taney County            | Forsyth                |
| Texas County            | Houston                |
| Vernon County           | Nevada                 |
| Warren County           | Warrenton              |
| Washington County       | Potosi                 |
| Wayne County            | Greenville             |
| Webster County          | Marshfield             |
| Worth County            | Grant City             |
| Wright County           | Hartville              |